# Німецьке вторгнення в Бельгію
Німецьке вторгнення в Бельгію (1914) — початкова стадія Першої світової війни, події якої мали місце на території нейтрального Королівства Бельгія з вторгненням туди німецької імперської армії, яка переважала бельгійську в декілька разів.

## Історія
2 серпня 1914 року німецький уряд через свого посла в Бельгії графа К. фон Бюлов-Залескі вручив міністру закордонних справ Бельгії Ж.Давіньону дипломатичну ноту з вимогою щодо безперешкодного пропуску кайзерівської армії до північних кордонів Франції. На ультиматум уряду Вільгельма II про вимогу безперешкодного проходу військ Ж.Давіньон відповів, що …Бельгія завжди буде вірна своїм міжнародним зобов'язанням, й що загрози Німеччини є кричущим порушенням міжнародного права. …Бельгійський уряд, якщо він погодиться на такі пропозиції, пожертвував би честю нації і це буде зрадою по відношенню до Європи. Якщо ця надія стане для нас розчаруванням, бельгійський народ повний рішучості відбити, усіма доступними засобами, кожну атаку на свої права…".

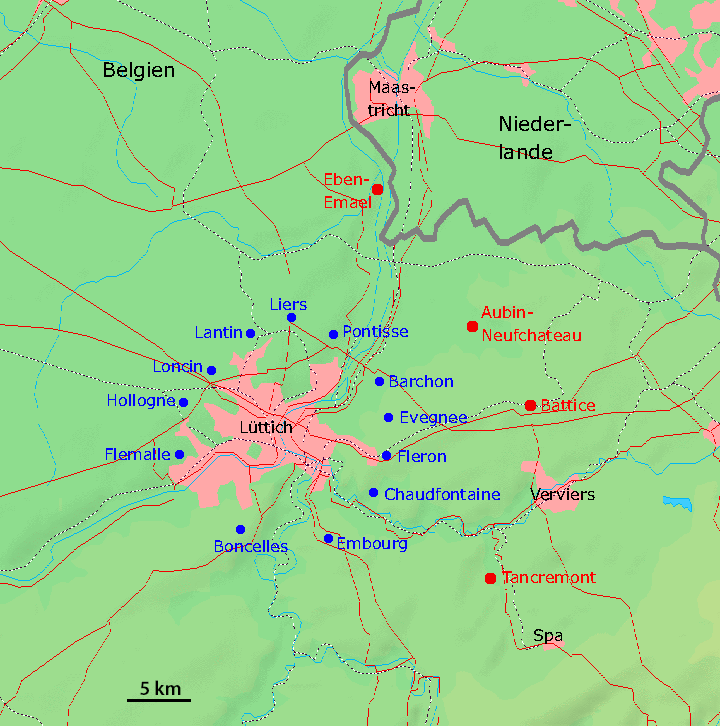
Система Льєзького фортифікаційного комплексу (червоним кольором позначені форти, що були побудовані напередодні Другої світової війни)

На світанку 4 серпня 1914 року, після такої відповіді на ультиматум, німецька армія вдерлась до нейтральної Бельгії. Війська під командуванням генералів А. фон Клюка і К. фон Бюлова атакували маленьку, погано оснащену та недостатньо підготовлену бельгійську армію, яка, проте, рішуче чекала на напад. Німці були впевнені, що бельгійці не створять їм серйозних перешкод і вони зможуть швидко обійти французьку армію з флангу. Також вони сподівалися, що в них буде достатньо часу розтрощити супротивника ще до того, як у війну вв'яжуться британці та росіяни.

### Штурм Льєжа
Льєж, розташований на річці Маас на Арденнському плато, був найближчим важливим бельгійським містом на кордоні з Німецькою імперією, й грав виключну роль у планах оборони бельгійців. У свою чергу захоплення Льєжу для німців також мало вирішальне значення — саме через надважливу його роль, як транспортного вузла для швидкого перекидання своєї величезної армії. Не захопивши його і не знешкодивши його форти, праве крило німецьких військ не змогло б успішно просуватися вперед.

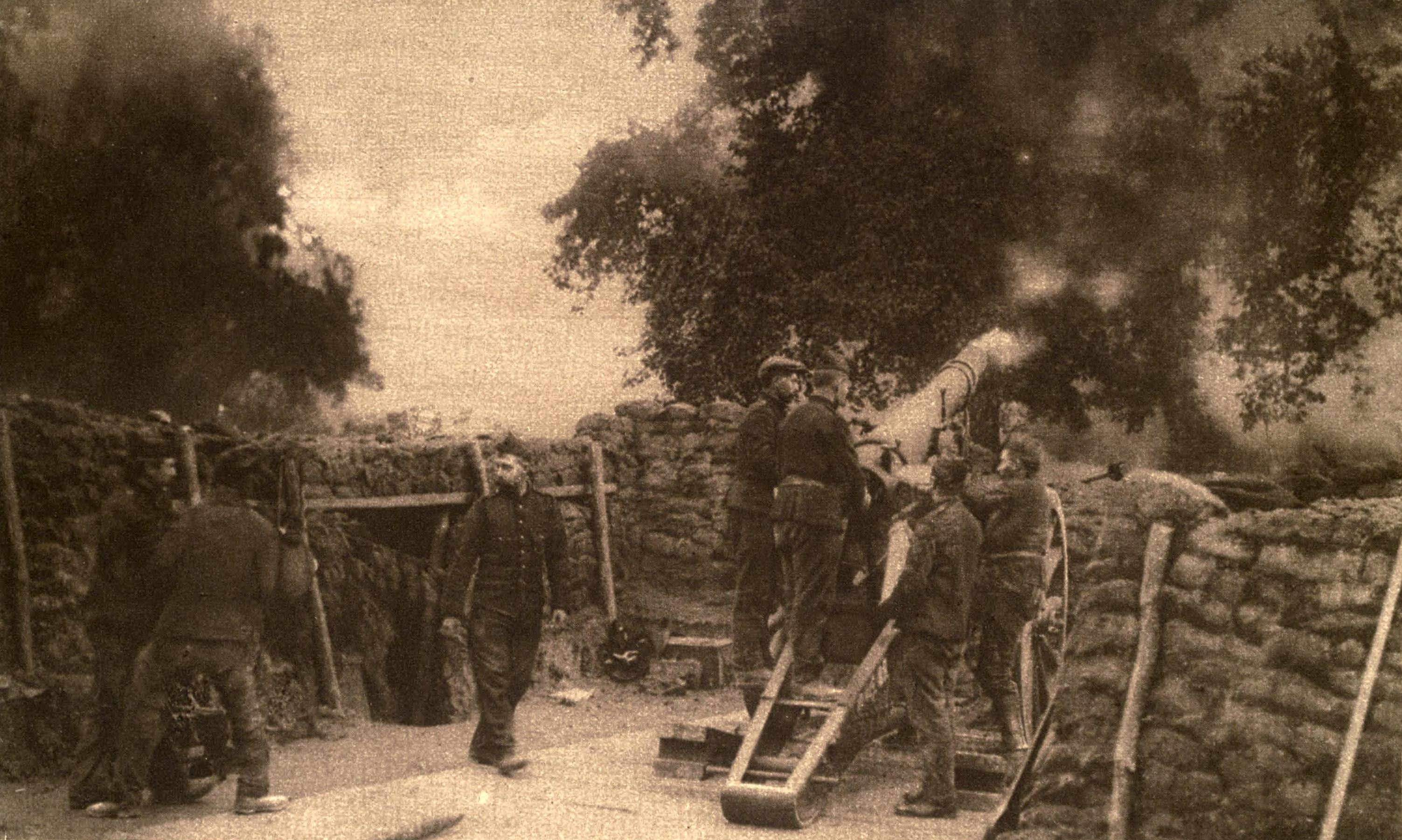
Бельгійська фортечна артилерія веде вогонь з обложеного Антверпена. 1914

5 серпня 1914 року німецькі підрозділи (25 000 піхотинців, 8 000 кавалеристів і 124 гармати) почали штурм фортеці. Перші атаки не вдались німцям і їм довелося відступити. Наступного дня підрозділи 14-ї піхотної бригади генерала Еріха Людендорфа увірвалися до міста, однак форти продовжували чинити запеклий опір. 6 серпня, вперше в історії світових воєн, німці застосували повітряний наліт: цеппелін «LZ», що вилетів з Кельна, скинув 13 бомб на Льєж, убивши 9 мирних жителів.
Тільки 12 серпня, після прибуття поповнення, підвезення важкої артилерії й відходу основних бельгійських сил з міста, німецькі війська спромоглися захопити фортецю. До 16 серпня усі форти Льєжа опанувала німецька армія, а командир 3-ї бельгійської дивізії й комендант фортеці Ж.Леман пораненим потрапив до полону. Після падіння Льєжа 1-ша і 2-га німецькі армії почали переправу через Маас і продовжили наступ на Брюссель, Вавр і Намюр.
Командувач 2-ю армією фон Бюлов, який розраховував швидко опанувати місто та продовжити своє просування до кордонів Франції, був приголомшений бельгійським опором. Штурм Льєжа забрав 11 днів, що ніяк не передбачалося планами Шліффена, й цей виграш часу виявився критично важливим для вступу у війну Британського експедиційного корпусу та відмобілізації й передислокації французьких військ.

### Антверпен і Намюр
16 серпня, через 2 тижня після оголошення війни французам, нарешті опанувавши Льєж, війська 1-ї, 2-ї і 3-ї німецьких армій перейшли в рішучий наступ до франко-бельгійського кордону. Бельгійська армія під тиском противника, що переважав її багатократно, намагалася закріпитися на рубежі річки Діль, решта відступала до Антверпена і Намюра. Німці обійшли Антверпен, але укріплена бельгійська фортеця утворювала серйозну загрозу їхньому правому флангу, тому на ізоляцію цієї загрози кайзерівському командуванню довелося виділити частину сил.
20 серпня німці увійшли до Брюсселя. Далі армія окупантів зіштовхнулася з наступною системою укріплень навколо Намюра і знову ж була змушена витрачати час ще на одну облогу, яка тривала з 20 по 25 серпня. Врешті-решт німецькі армії подолали значну частину території Бельгії і вийшли на лінію Брюссель — Намюр — Дінан, готуючись вступити в бій з головними силами французької армії.
Протягом усього серпня 1914 року кожного разу кайзерівські війська зіштовхувалися усе з новою та новою об'єктивною затримкою, викликаною гарячим спротивом бельгійців. Плани інтервентів розвалювалися прямо на очах, ніякі часові показники прориву французького кордону вже не дотримувалися.

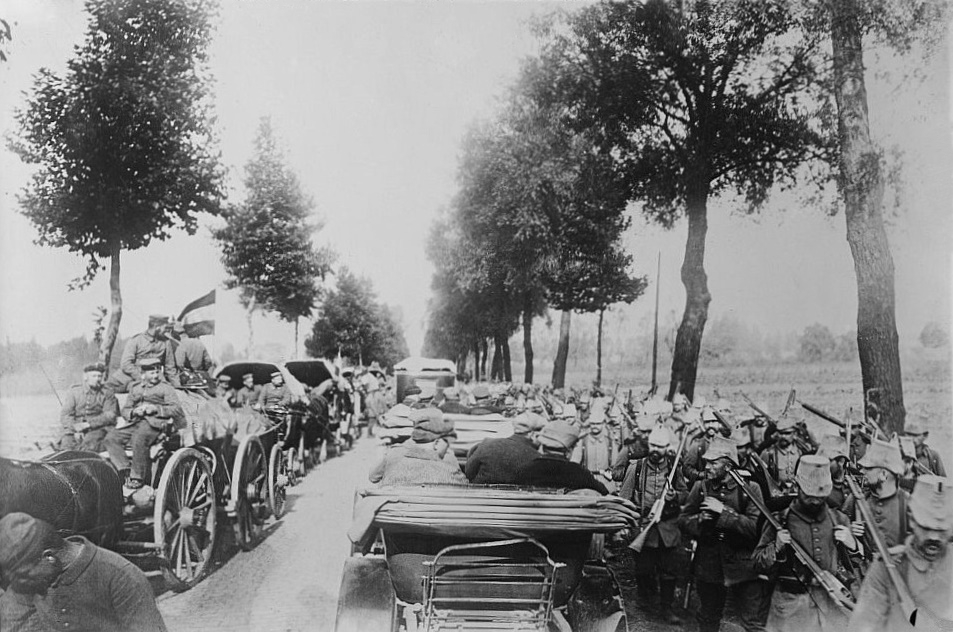
Німецькі війська просуваються колонами дорогами Бельгії. Серпень 1914

### Осінні бої 1914 року
Французькі та британські експедиційні війська за підтримки невеликих бельгійських загонів, уцілілих у боях серпня 1914 року (всього 48 000 солдатів і офіцерів), продовжували вести розрізнені бойові дії (24 серпня — 28 вересня), й під ударами німецької армії поступово відступали вглиб території Франції. Обложений Антверпен, попри колосальну кільцеву систему оборонних фортів, яка оточувала місто, був зруйнований німецькою надважкою артилерією. 9 жовтня фортеця капітулювала. Частина союзних військ відступила до Голландії, де була інтернована до кінця війни.

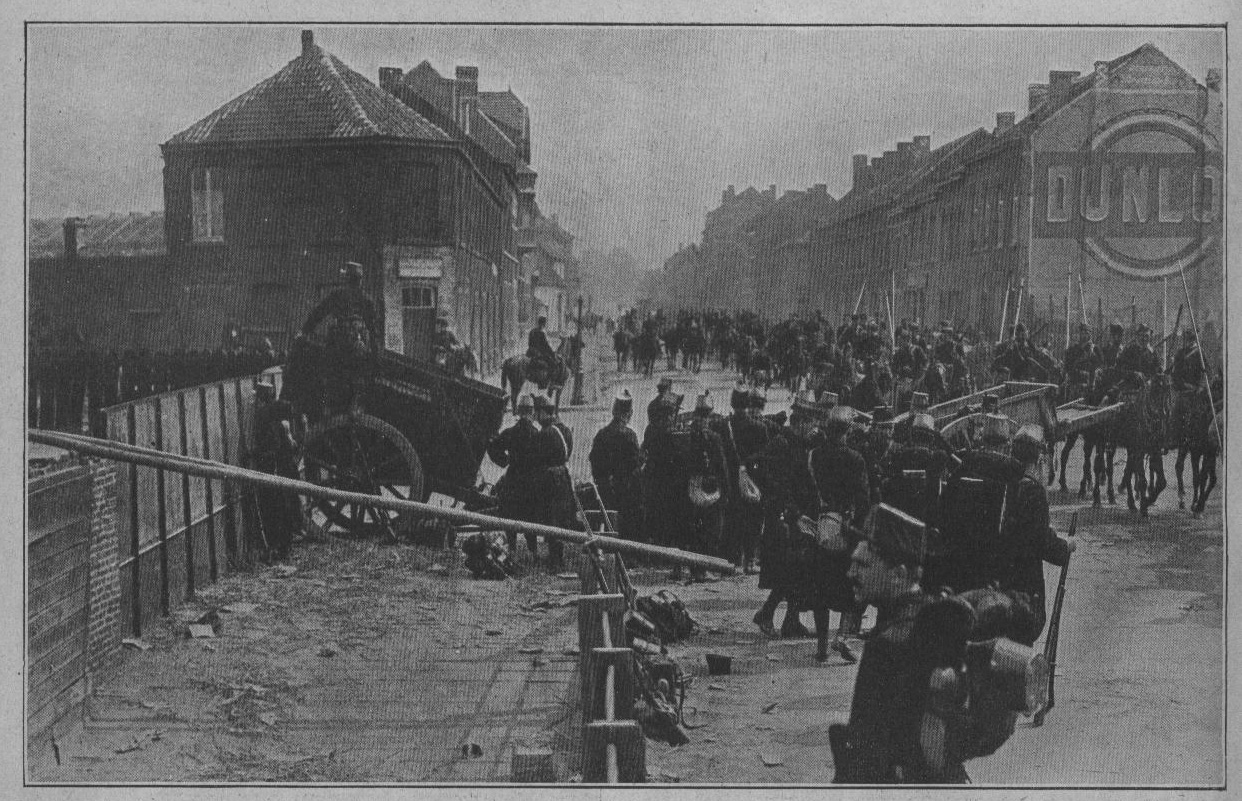
Бельгійські війська у Левені. Вересень 1914

«Біг до моря», що тривав з 17 вересня по 19 жовтня, коли німці та війська союзників намагалися одночасно обійти один одного на західному фланзі, врешті призвів до того, що фронт простягнувся на північ від Ени, через Пікардію, Артуа і Фландрію до узбережжя Північного моря. Бельгійська армія, що налічувала неповні шість піхотних і дві кавалерійські дивізії, відчуваючи значний брак артилерійських боєприпасів, насилу стримувала натиск німецьких військ на невеличкій ділянці протяжністю 35 км по правому берегу річки Ізер від Діксмейде до Ньївпорта. 22 жовтня німці форсували річку і закріпилися на її лівому березі. Не маючи достатніх сил для оборони, король Альберт, головнокомандувач бельгійської армії, ухвалив рішення затопити низовинний лівий берег Ізера морськими водами, відкривши шлюзи під час припливу. 27 жовтня, після того, як бельгійська армія була відведена за залізничний насип, що йшов вздовж річки, шлюзи відкрили і вода потужним потоком линула на позиції німців, утворивши розлив між Ньївпортом і Діксмейде (з цього часу бої на Ізері припинилися). Бельгійські підрозділи перейшли до позиційної оборони на рубежі річки Ізер від міста Іпр до узбережжя Північного моря.
У боях на цій річці, що тривали з 16 до 31 жовтня 1914 року, бельгійці втратили третину своїх військ, проте, утримали оборонні рубежі та зупинили наступ німців. Спроможність бельгійської армії утримати хоча б частку власної території під ударами сильніших сил противника викликала неабиякий підйом морального духу бельгійців, а ім'я їхнього короля — Альберта І — стало символом національного героя.
Бельгійські війська билися проти німецьких у Західній Фландрії до кінця 1914 року. Поступово ворожі сторони переходили до траншейного способу ведення війни, війська усе глибше заривалися у землю, кожна з армій намагалися утворити надійнішу за ворога систему фортифікаційних споруд та укріплень. Західний фронт стабілізувався на тривалий період.